# Desa Klampokan (administrativ by i Indonesien, lat -7,81, long 113,47)
Desa Klampokan är en administrativ by i Indonesien.   Den ligger i provinsen Jawa Timur, i den västra delen av landet, 800 km öster om huvudstaden Jakarta.